# Лука-над-Йиглавой
Лука-над-Йиглавой (чеш. Luka nad Jihlavou; нем. Wiese an der Igel) — небольшой городок в Йиглавском районе края Высочина Чешской Республики.
Расположен в Моравии на реке Йиглава в 11 км к востоку от административного центра г. Йиглавы и в 120  км к юго-востоку от Праги.
Административно разделён на 4 части — Лука-над-Йиглавой, Отин, Пржедборж и Святослав .

## Население
На 1 января 2022 года население — 3039 человек.

## История
Первые следы человека в этой местности относятся к каменному веку. Документальные упоминания встречаются в 1378 году. В 1755 г. получил статус городка.

## Герб и флаг
На красно-синем диагонально разделенном щит на золотом холме, серебряный журавль в золотых доспехах, держащий в правой лапе золотой камень.
Флаг: красное и синее диагонально разделенное полотно, в центре белый журавль в желтых доспехах, держащий желтый камень в правой лапе.

## Достопримечательности
- Замок в стиле барокко
- Церковь Святого Варфоломея
- Статуя Святого Иоанна Непомуцкого

## Галерея

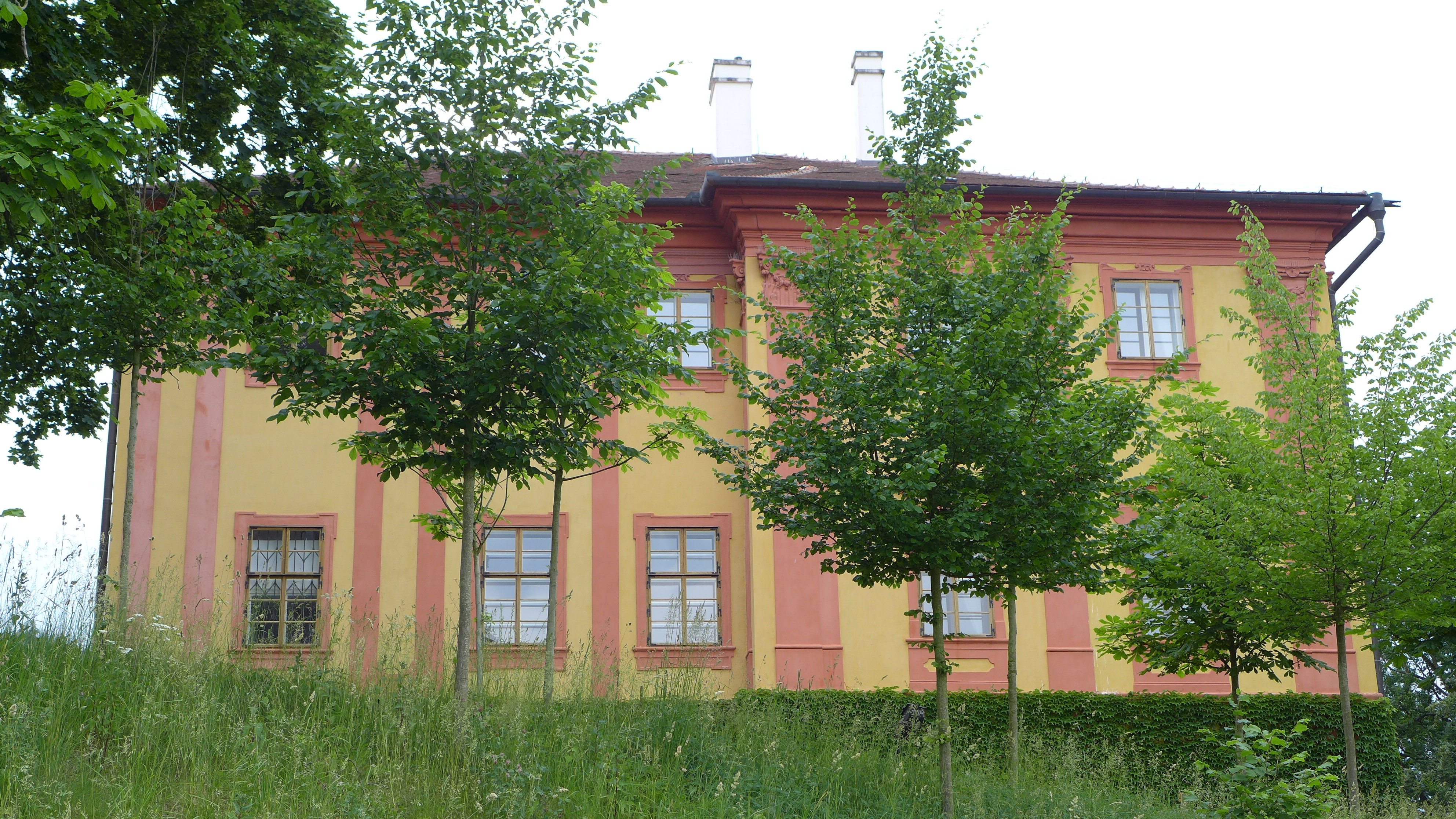
Замок в Лука-над-Йиглавой
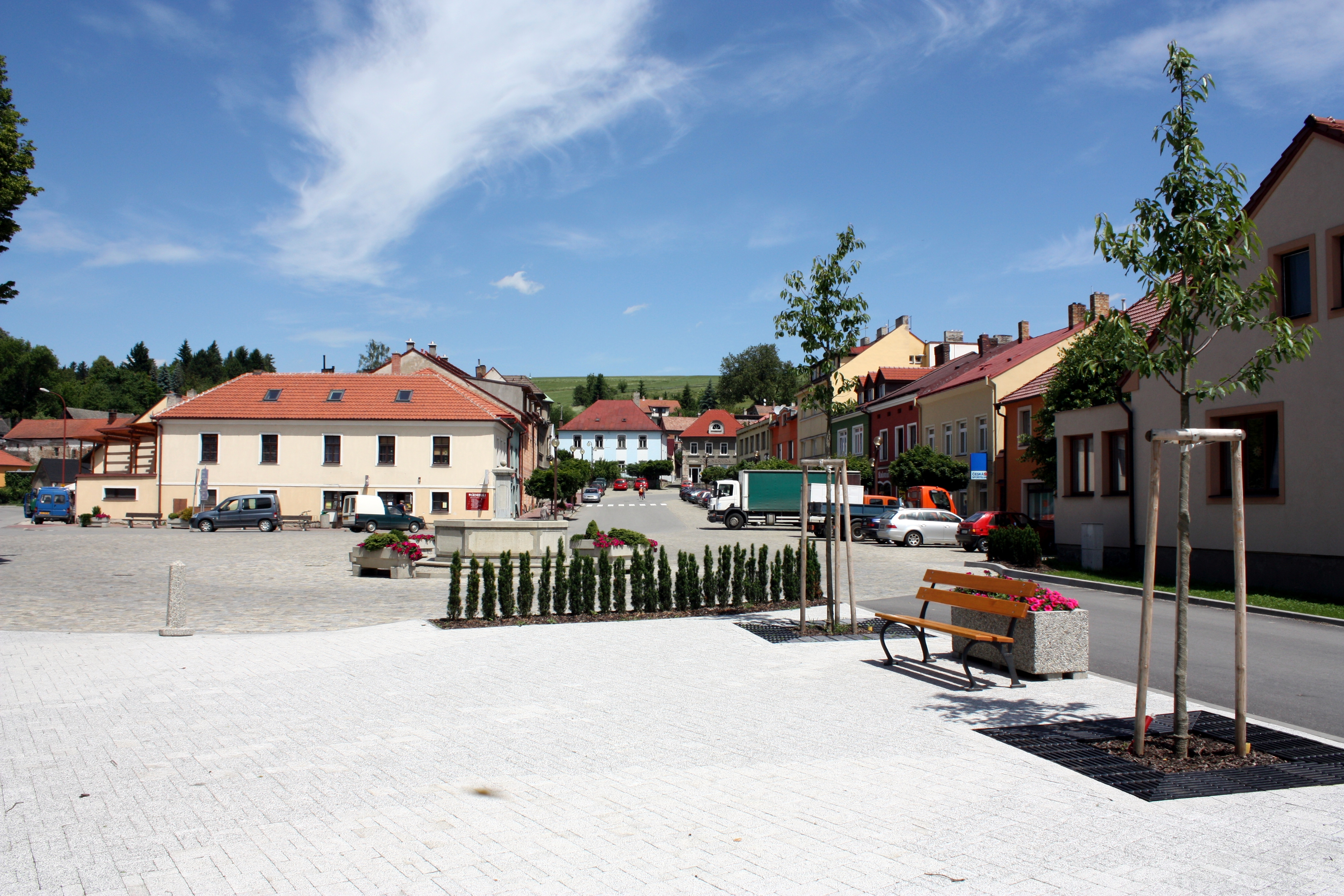
Центральная площадь
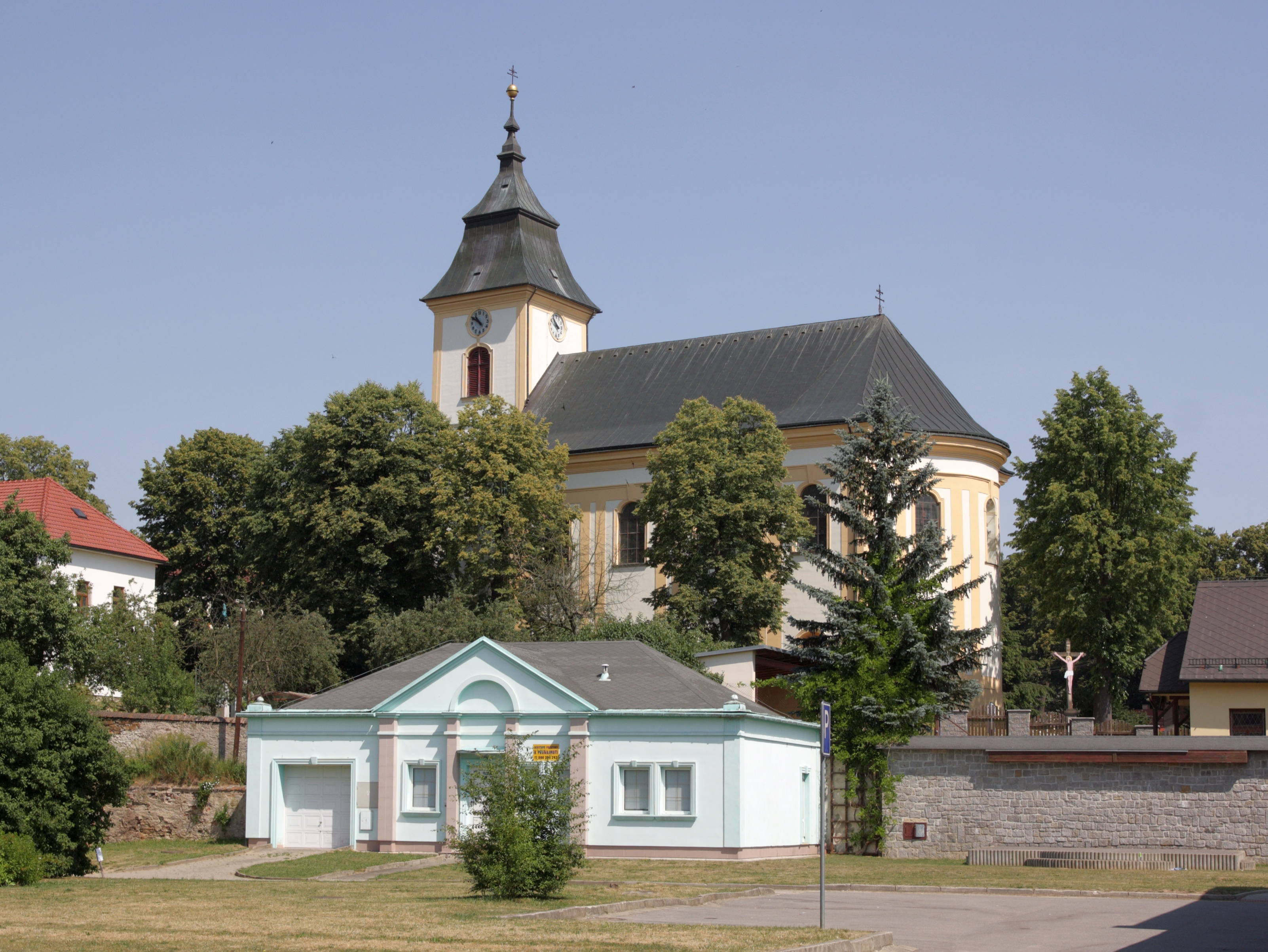
Церковь Святого Варфоломея
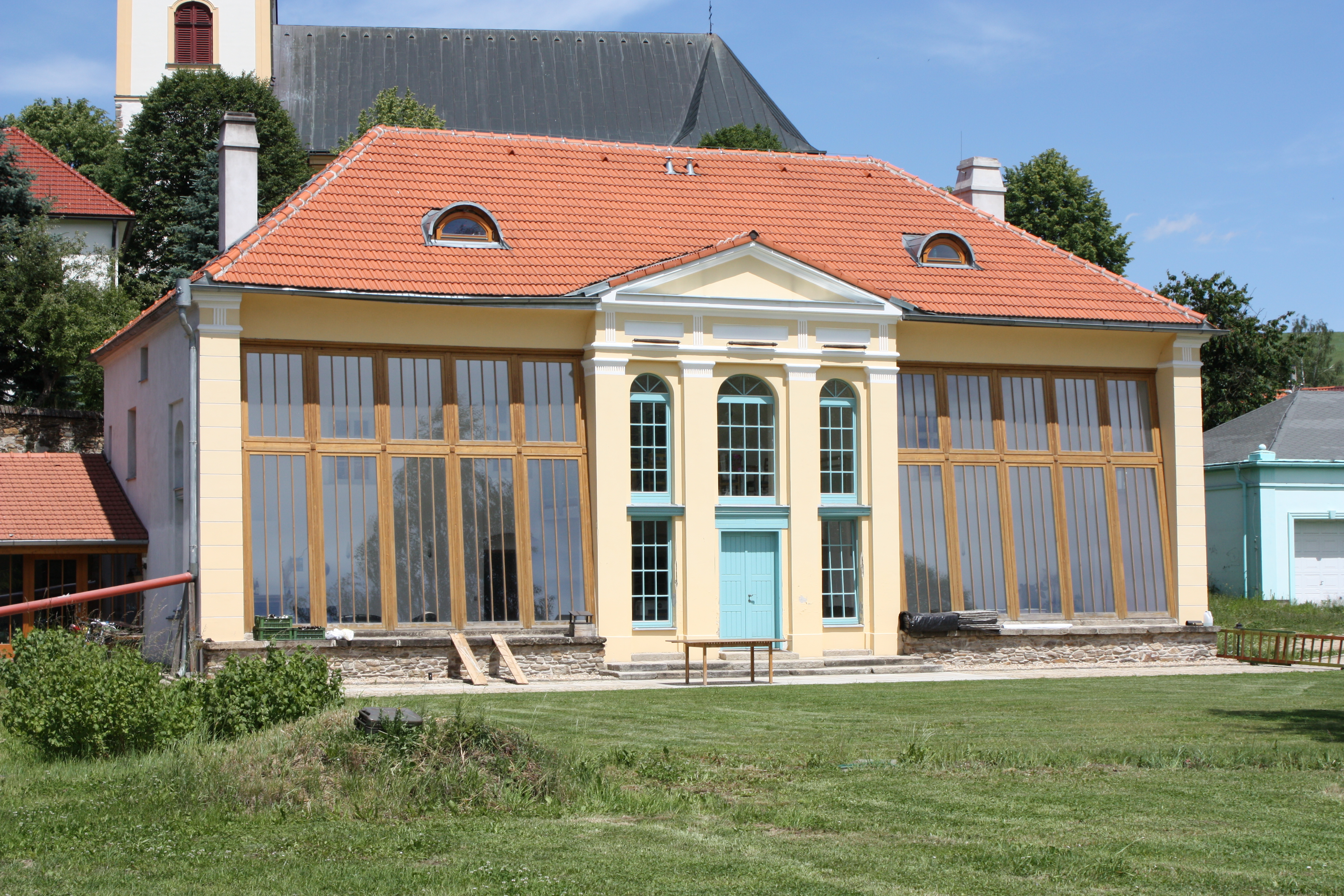
Оранжерея начала 19 века
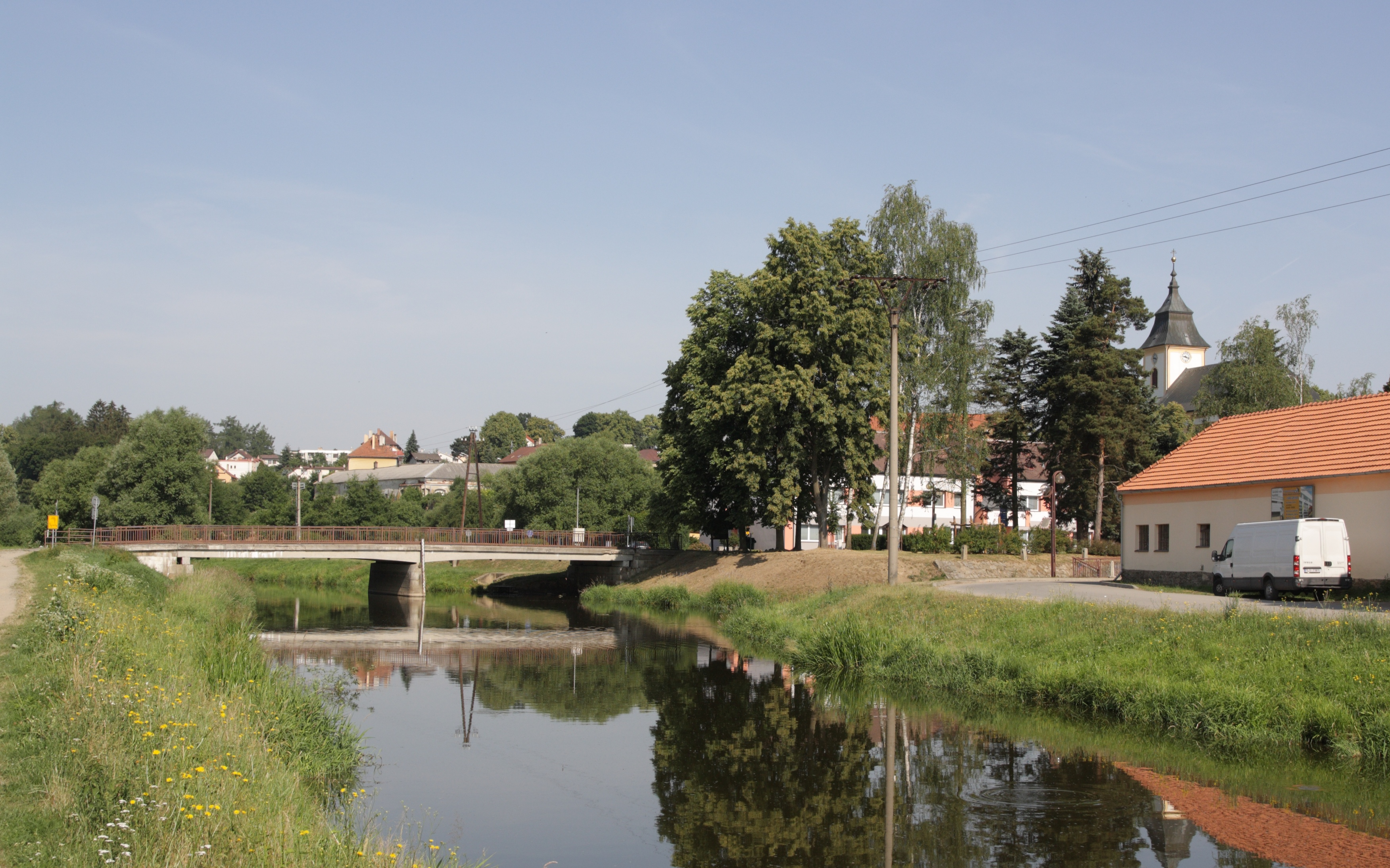
Мост через Йиглаву
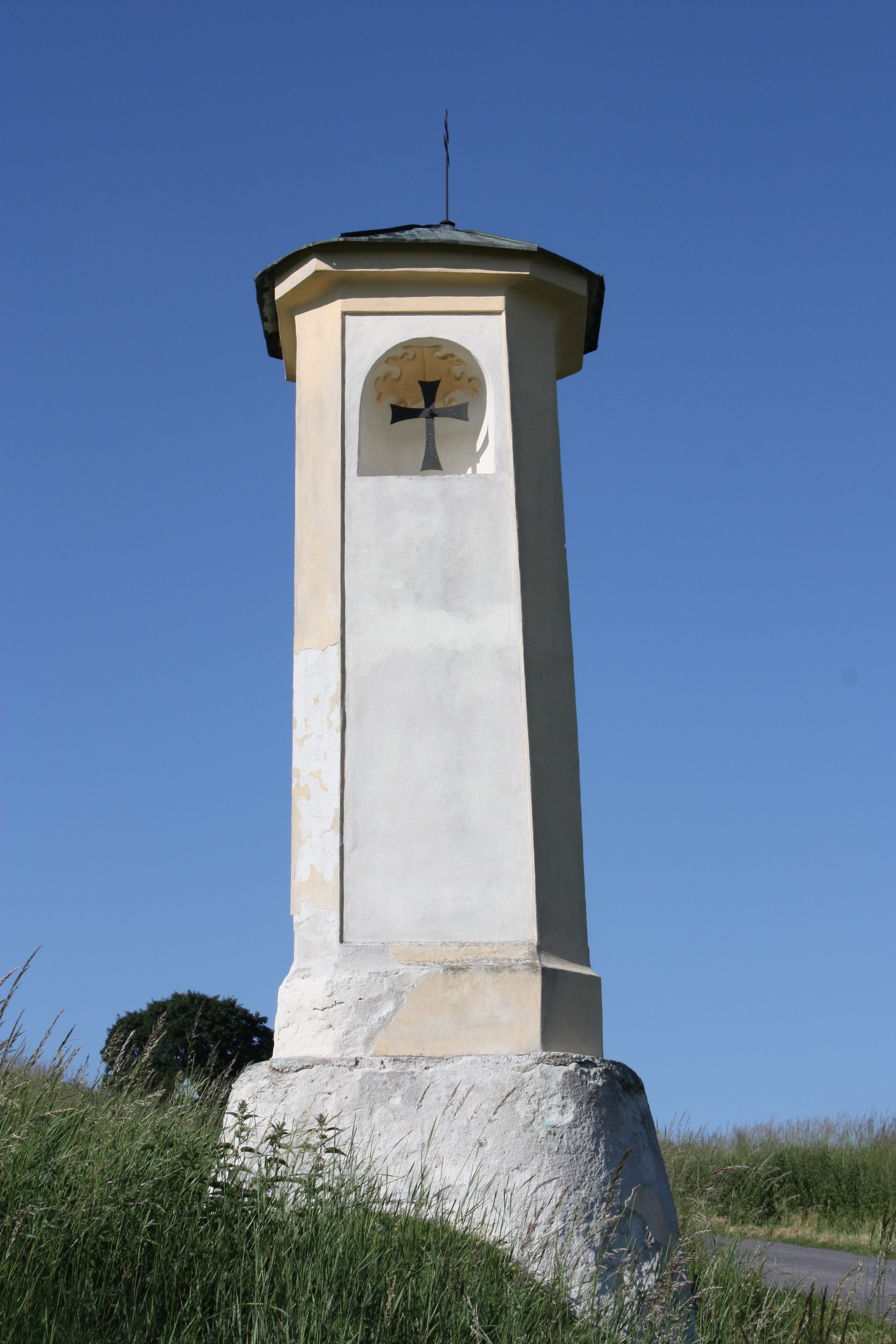
Голгофа
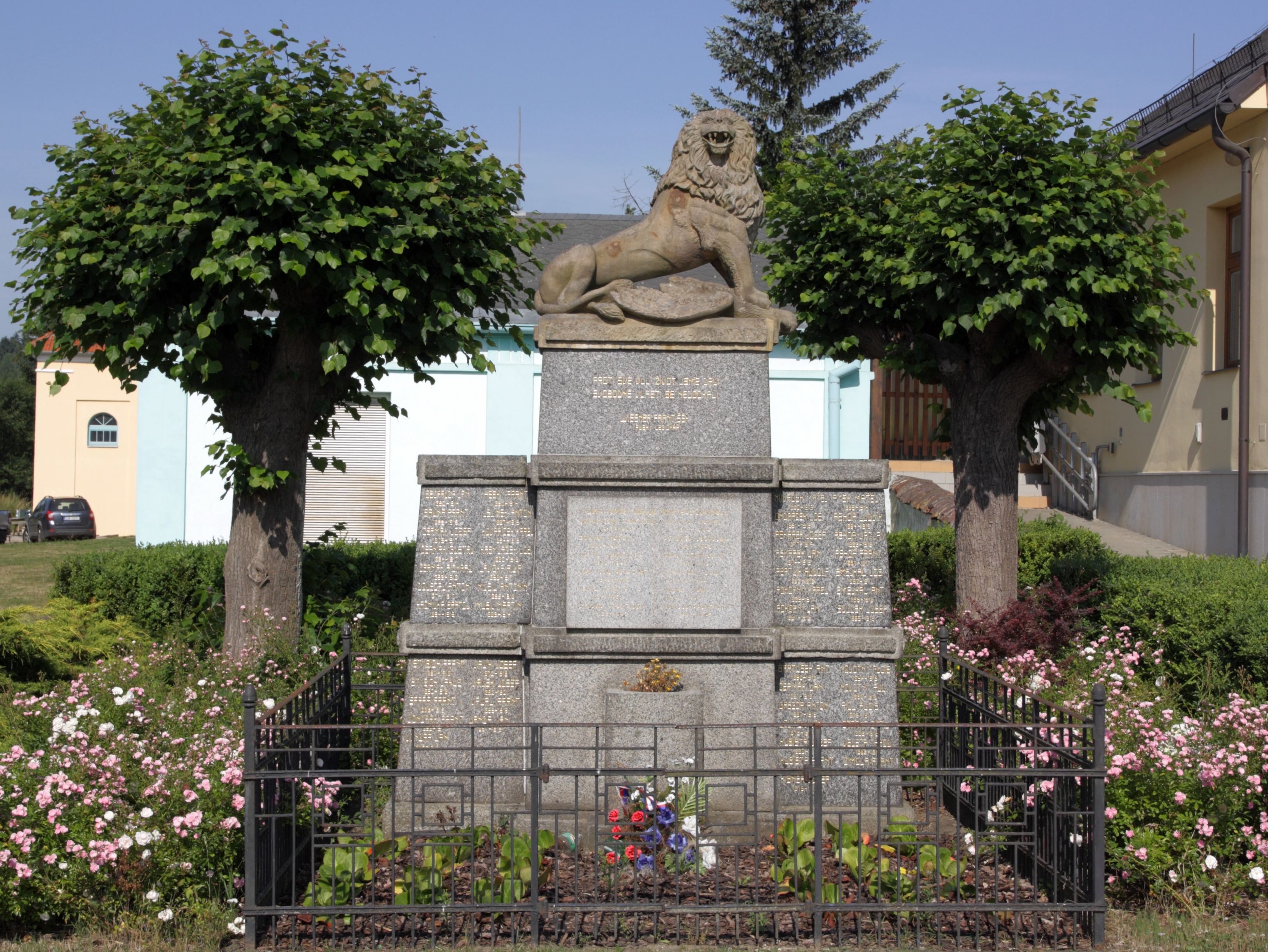
Памятник жертвам войны

## Города-побратимы
- Форст Германия
- Сторков Германия
- Стайцеле Латвия
- Комаровце Словакия
- Ройтиген Швейцария